# SN Refsdal
SN Refsdal és la primera supernova detectada amb lents múltiples, visible dins del camp del cúmul de galàxies MACS J1149+2223. Duu el nom de l'astrofísic noruec Sjur Refsdal, que, al 1964, proposà per primera vegada l'ús d'imatges retardades des d'una supernova amb lent per estudiar l'expansió de l'univers. Les observacions se'n feren amb el telescopi espacial Hubble.

## Creu d'Einstein
La galàxia amfitriona de SN Refsdal és en un desplaçament cap al roig d'1.49, corresponent a una distància coneguda de 14,400 milions d'anys llum i un temps de reculada de 9,340 milions d'anys. Les múltiples imatges se'n disposen al voltant de la galàxia el·líptica en z=0.54 en un patró en forma de creu, també conegut com una "creu d'Einstein".

## Reaparició

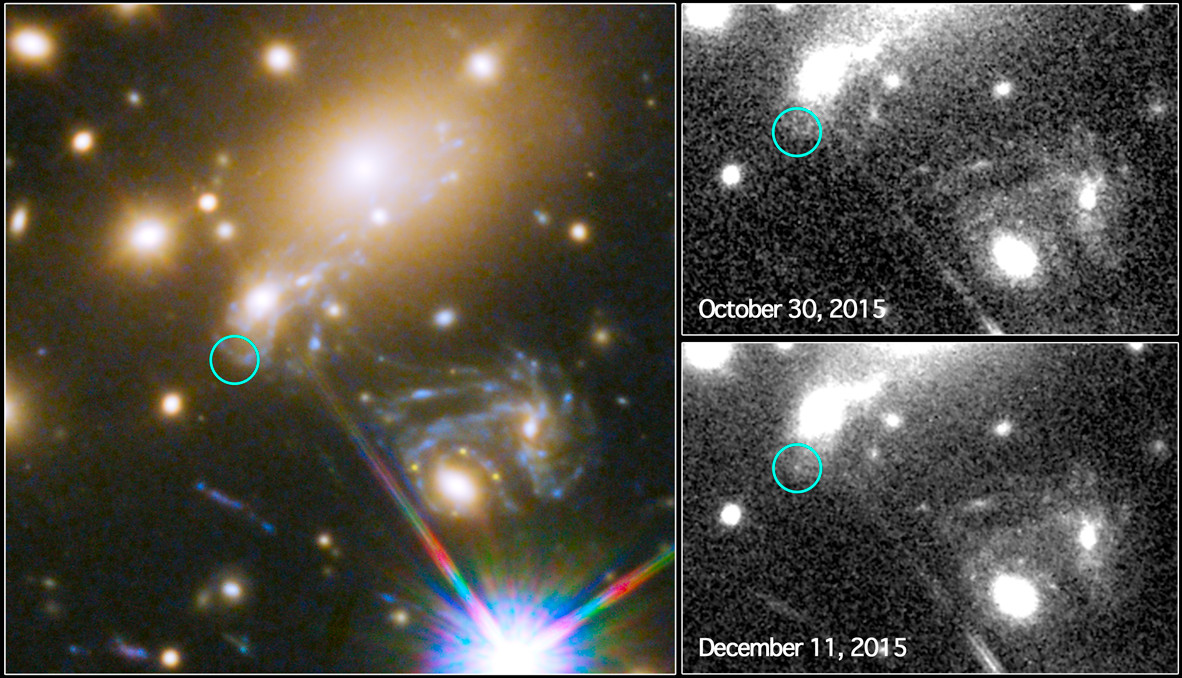
La imatge a l'esquerra mostra una part de l'observació de camp profund del cúmul de galàxies MACS J1149.5+2223 del programa Frontier Fields. El cercle indica la posició pronosticada de l'aparença més nova de la supernova. En la part inferior dreta, l'esdeveniment creuat d'Einstein des de finals de 2014 és visible. La imatge en la part superior dreta mostra les observacions de Hubble d'octubre de 2015, preses al començament del programa d'observació per detectar l'aparença més nova de la supernova. La imatge de la cantonada inferior dreta mostra el descobriment de Refsdal Supernova l'11 de desembre de 2015, segons s'havia predit per diversos models diferents

Després del descobriment de Refsdal, els astrònoms varen predir que tindrien la rara oportunitat de veure la supernova novament en aproximadament un any, després que les quatre imatges s'esvaïren. Això es deu al fet que el patró de les quatre imatges observat inicialment era sols un component de la pantalla de lent. La supernova pot haver aparegut com una sola imatge fa uns 40 o 50 anys en qualsevol altra part del camp del clúster.7
La supernova Refsdal reaparegué puntualment en la posició prevista entre mitjans de novembre i l'11 de desembre del 2015 (amb la data incerta si fa no fa en un mes, que és l'interval entre dues observacions consecutives de Hubble), d'acord amb les prediccions del model cec fetes abans que se n'observara la reaparició. El temps de retard entre el quadruplet original observat al 2014 i la darrera aparició de la supernova al 2015 s'utilitzà per a inferir el valor de la constant de Hubble. Aquesta és la primera volta que aquesta tècnica, originàriament suggerida per Refsdal, s'ha aplicat a les supernoves.